# Johann von Meda
Johann von Meda (* 1100 in Meda; † 26. September 1159 in Mailand) war ein italienischer Adeliger. Er wird oft mit der Gründung des Humiliaten-Ordens in Verbindung gebracht, teilweise wird ihm auch die Gründung eines Ordensklosters zugeschrieben. Er wurde von der katholischen Kirche heiliggesprochen.

## Leben
Johann von Meda wurde als Giovanni Oldrati (auch: Oldradi, Oldrado, Oldratus) um das Jahr 1100 in Meda (Lombardei) geboren. Er war bereits zum Priester geweiht, als er angeblich auf göttliche Eingebung hin bei Como das erste Kloster der Humiliaten gründete.
Die neuere Forschung erhebt Zweifel an dieser Darstellung: Die Rolle von Johann von Meda bei der Ordensgründung sei demnach unklar. Teilweise wird sogar angenommen, dass der Orden erst nach dem Tod des Adeligen gegründet wurde. Der Heilige wurde möglicherweise erst im 15. Jahrhundert nachträglich als Ordensgründer genannt. Details zu seinem Leben und die Geschichte vom Besuch eines Engels wurden möglicherweise erst in dieser Zeit niedergeschrieben. Die Existenz des Adeligen wird aber nicht angezweifelt.